# 쥬만지
《쥬만지》(영어: Jumanji)는 1995년 발표된 미국의 판타지 모험 영화이다. 속편으로는 《자투라: 스페이스 어드벤쳐》가 있다. 전작인 쥬만지와 같은, 보드게임으로 인한 모험을 그린 영화로 전편에 이어 크리스반 알스부그의 소설을 원작으로 한 작품이다. 이후 쥬만지라는 원제로 《쥬만지: 새로운 세계》가 2017년 12월 5일에 개봉하였다.

## 줄거리
1969년, 앨런 패리시는 아버지와의 불화 후 친구 사라와 함께 '쥬만지'라는 오래된 보드게임을 발견한다. 게임을 시작하자, 앨런은 게임 속으로 빨려 들어가고, 사라는 박쥐 떼에 쫓겨 집에서 도망친다. 26년 후, 부모를 잃은 주디와 피터 남매는 고모와 함께 패리시 저택으로 이사 와 다락에서 쥬만지를 발견하고 게임을 다시 시작한다. 그들의 게임 진행으로 거대한 모기떼, 원숭이들이 현실 세계에 나타나고, 마침내 게임 속에서 갇혀있던 어른이 된 앨런이 현실로 돌아온다.
앨런은 자신의 실종 후 아버지가 사업을 포기하고 아들을 찾아 헤맸으며, 그 결과 마을 경제가 몰락했음을 알게 된다. 앨런, 주디, 피터는 게임을 끝내기 위해 사라를 찾아 설득하고, 함께 게임을 진행한다. 게임 속에서 앨런을 쫓던 사냥꾼 반 펠트가 현실 세계에 나타나고, 동물 무리가 도시를 습격하는 등 혼란이 가중된다.
결국, 아이들과 앨런은 반 펠트와 싸워 게임을 되찾고, 주사위를 던져 게임을 끝냄으로써 모든 혼란을 되돌린다. 앨런과 사라는 1969년으로 돌아가 앨런은 아버지와 화해하고, 자신이 저지른 실수를 고백한다. 게임의 기억을 가지고 있던 앨런과 사라는 쥬만지 게임을 강에 던져 버리고, 이후 결혼하여 아이를 갖게 된다.
1994년 크리스마스 파티에서, 앨런과 사라는 주디와 피터의 부모님을 만나 그들의 스키 여행 계획을 취소시켜 사고를 막는다. 마지막 장면에서는 해변에 묻힌 쥬만지를 발견한 두 소녀가 게임 소리를 듣는 장면이 나온다.

## 캐스트
| 문자                    | 기존 배우            | 한국어 더빙 (TV KBS) | 한국어 더빙 (TV SBS) | 한국어 더빙 (TV EBS) |
| ----------------------- | -------------------- | -------------------- | -------------------- | -------------------- |
| 앨런 패리쉬             | 로빈 윌리엄스        | 이윤선               | 장광                 | 배한성               |
| 소년 앨런 패리쉬        | 애덤 핸 버드         | ???                  | 손정아               | 신용우               |
| 세라 위틀               | 보니 헌트            | 강희선               | 손정아               | 이서윤               |
| 소녀 세라 위틀          | 로라 벨 번디         | ???                  | 김정아               | 전해리               |
| 주디 셰퍼드             | 커스틴 던스트        | 주희                 | 정미숙               | 전해리               |
| 피터 셰퍼드             | 브래들리 피어스      | 강미형               | 이선호               | 전숙경               |
| 노라 셰퍼드             | 비비 뉴워스          | 김정애               | 홍승옥               | 정미라               |
| 칼 벤틀리               | 데이비드 앨런 그리어 | 유해무               | 이상훈               | 엄상현               |
| 캐럴 앤 패리쉬          | 퍼트리샤 클라크슨    | ???                  | 김순영               | 이영아               |
| 사무엘 패리쉬 / 밴 펠트 | 조나단 하이드        | ???/탁원제           | 이상범/임성표        | 김호정/엄상현        |

## EBS판 스태프
- 기획 - 권혁미
- 프로듀서 - 이협회
- 번역 - 이다윤
- 감수 - 김동수
- CG - 조운경
- 기술감독 - 오건석
- 우리말 연출 - 김재현
- 기획 - EBS
- 우리말 제작 - 벼리기획